# Dasineura
Dasineura è un genere di insetti ditteri appartenenti alla sottofamiglia Cecydomiinae. Alcuni di questi ditteri sono dannosi per le coltivazioni: D. pyri, ad esempio, produce delle larve che possono distruggere le foglie delle piante di pero. Il ritmo di riproduzione delle specie di Dasineura varia molto in funzione dell'umidità del terreno circostante.

## Specie
- Dasineura aberrata
- Dasineura abiesemia
- Dasineura abietiperda
- Dasineura acaciaelongifoliae
- Dasineura acerifolia
- Dasineura acerifoliae
- Dasineura aceris
- Dasineura acerobia
- Dasineura acrophila
- Dasineura acuminata
- Dasineura adenophorae
- Dasineura affinis
- Dasineura airae
- Dasineura alatavica
- Dasineura albohirta
- Dasineura albovittata
- Dasineura alliicola
- Dasineura alopecuri
- Dasineura alpestris
- Dasineura altajensis
- Dasineura alyssi
- Dasineura amaramanjarae
- Dasineura americana
- Dasineura ammodendronae
- Dasineura andrieuxi
- Dasineura anemone
- Dasineura angelicae
- Dasineura anglica
- Dasineura antennata
- Dasineura aparines
- Dasineura aparinicola
- Dasineura apicata
- Dasineura armoraciae
- Dasineura aromaticae
- Dasineura artemisiae
- Dasineura asparagi
- Dasineura asparagiiflora
- Dasineura asperulae
- Dasineura asteriae
- Dasineura astericola
- Dasineura astragalorum
- Dasineura atraphaxiflorae
- Dasineura attenuata
- Dasineura aucupariae
- Dasineura augusta
- Dasineura auricomi
- Dasineura aurihirta
- Dasineura auritae
- Dasineura axillaris
- Dasineura azutavica
- Dasineura balsamicola
- Dasineura balsamifera
- Dasineura banksiae
- Dasineura barbareae
- Dasineura bayeri
- Dasineura beccariella
- Dasineura berberidis
- Dasineura berestae
- Dasineura berteroae
- Dasineura berti
- Dasineura betuleti
- Dasineura bidentata
- Dasineura bistortae
- Dasineura borealis
- Dasineura bragancae
- Dasineura brassicae
- Dasineura braziliensis
- Dasineura broteri
- Dasineura brunellae
- Dasineura bupleuri
- Dasineura bursakovi
- Dasineura bursifex
- Dasineura californica
- Dasineura callitridis
- Dasineura calophacifoliae
- Dasineura campanulae
- Dasineura campanularum
- Dasineura canadensis
- Dasineura capsulae
- Dasineura carbonaria
- Dasineura cardaminicola
- Dasineura cardaminis
- Dasineura cardariae
- Dasineura caricicola
- Dasineura caricis
- Dasineura carpesii
- Dasineura carpophaga
- Dasineura cecconiana
- Dasineura cedri
- Dasineura centaureae
- Dasineura cephalanthi
- Dasineura cerastii
- Dasineura cerastiiflora
- Dasineura cercocarpi
- Dasineura cereocarpi
- Dasineura chilensis
- Dasineura chinquapin
- Dasineura chrysanthemi
- Dasineura chrysophyllae
- Dasineura cirsioni
- Dasineura citri
- Dasineura citrigemina
- Dasineura citrigemmia
- Dasineura clematidina
- Dasineura clematidis
- Dasineura clematifolia
- Dasineura coffeae
- Dasineura columnae
- Dasineura communis
- Dasineura comosae
- Dasineura copacabanensis
- Dasineura copiosa
- Dasineura corniculata
- Dasineura corollae
- Dasineura coronillae
- Dasineura corticis
- Dasineura corylina
- Dasineura cotini
- Dasineura cotoneasteris
- Dasineura couepiae
- Dasineura crataegi
- Dasineura cyanococci
- Dasineura cystiphorae
- Dasineura cytisi
- Dasineura dactylidis
- Dasineura daphnephila
- Dasineura daphnes
- Dasineura dentatae
- Dasineura denticulata
- Dasineura dianthi
- Dasineura dielsi
- Dasineura dioicae
- Dasineura dombrovskae
- Dasineura dryophila
- Dasineura dzhanokmenae
- Dasineura elatostemmae
- Dasineura elegans
- Dasineura emilyae
- Dasineura engstfeldi
- Dasineura epilobii
- Dasineura ericaescopariae
- Dasineura erigerontis
- Dasineura erodiicola
- Dasineura erysimicola
- Dasineura eugeniae
- Dasineura euphorbiarum
- Dasineura excavans
- Dasineura ezomatsue
- Dasineura fairmairei
- Dasineura fastidiosa
- Dasineura fedtshenkoi
- Dasineura festucae
- Dasineura filicae
- Dasineura filiciae
- Dasineura filicina
- Dasineura filipendulae
- Dasineura fistulosa
- Dasineura flavescens
- Dasineura flavicornis
- Dasineura flavoabdominalis
- Dasineura flavoscuta
- Dasineura floralis
- Dasineura florida
- Dasineura foliumcrispans
- Dasineura folliculi
- Dasineura frangulae
- Dasineura fraxinea
- Dasineura fraxini
- Dasineura fraxinifolia
- Dasineura fructicola
- Dasineura fructum
- Dasineura fulva
- Dasineura fulvicola
- Dasineura furcata
- Dasineura fusca
- Dasineura galeopsis
- Dasineura galiicola
- Dasineura gallica
- Dasineura gardoquiae
- Dasineura geisenheyneri
- Dasineura gemmae
- Dasineura genistarum
- Dasineura gentianae
- Dasineura gentneri
- Dasineura geranii
- Dasineura gibsoni
- Dasineura gigantea
- Dasineura giraudi
- Dasineura glandis
- Dasineura glauca
- Dasineura glechomae
- Dasineura gleditchiae
- Dasineura globosa
- Dasineura glomerata
- Dasineura glyciphyli
- Dasineura glycyrrhizicola
- Dasineura gmelinii
- Dasineura gossypii
- Dasineura gracilicornis
- Dasineura graminis
- Dasineura grasseti
- Dasineura halimii
- Dasineura halimodendronifolia
- Dasineura harrisoni
- Dasineura hebefolia
- Dasineura helenae
- Dasineura helianthemiflorae
- Dasineura herminii
- Dasineura hirticornis
- Dasineura hisarenis
- Dasineura hisarensis
- Dasineura holosteae
- Dasineura hybanthi
- Dasineura hygrophila
- Dasineura hyperici
- Dasineura hyssopi
- Dasineura ilicis
- Dasineura incola
- Dasineura inflata
- Dasineura ingeris
- Dasineura interbracta
- Dasineura inventa
- Dasineura irregularis
- Dasineura ivashenkoae
- Dasineura jaapi
- Dasineura karnerensis
- Dasineura kellneri
- Dasineura kiefferi
- Dasineura kiefferiana
- Dasineura kleini
- Dasineura koesterbecki
- Dasineura kungeica
- Dasineura lamii
- Dasineura lamiicola
- Dasineura lappulae
- Dasineura lathierei
- Dasineura lathyri
- Dasineura lathyricola
- Dasineura lathyrina
- Dasineura leguminicola
- Dasineura lenkiewicziae
- Dasineura lepidii
- Dasineura lepidiis
- Dasineura ligulariae
- Dasineura lini
- Dasineura linosyridis
- Dasineura lithospermi
- Dasineura loewiana
- Dasineura loewii
- Dasineura loniceraegemmae
- Dasineura lotharingiae
- Dasineura lupini
- Dasineura lupinorum
- Dasineura lupulinae
- Dasineura luteofusca
- Dasineura lysimachiae
- Dasineura mali
- Dasineura marginalis
- Dasineura marginata
- Dasineura mariae
- Dasineura maritima
- Dasineura markakolica
- Dasineura medicaginis
- Dasineura medullaris
- Dasineura meibomiae
- Dasineura meliloti
- Dasineura miki
- Dasineura mimosae
- Dasineura minardii
- Dasineura minoterminalis
- Dasineura minungula
- Dasineura miranda
- Dasineura modesta
- Dasineura mojynkumensis
- Dasineura multiannulata
- Dasineura multianulata
- Dasineura myosotidis
- Dasineura myrciariae
- Dasineura myrtylli
- Dasineura nasturtii
- Dasineura nervicola
- Dasineura nipponica
- Dasineura nodosa
- Dasineura nummulariifoliae
- Dasineura obscura
- Dasineura odoratae
- Dasineura oldfieldii
- Dasineura oleae
- Dasineura oshanesii
- Dasineura oxyacanthae
- Dasineura oxycoccana
- Dasineura oxytropifolia
- Dasineura oxytropigemma
- Dasineura paeoniae
- Dasineura pallasi
- Dasineura panteli
- Dasineura papaveris
- Dasineura papivora
- Dasineura parthenocissi
- Dasineura pedalis
- Dasineura pediculariflorae
- Dasineura peinei
- Dasineura pellex
- Dasineura pentaphylloidiflora
- Dasineura pergandei
- Dasineura periclymeni
- Dasineura perigonialis
- Dasineura peyerimhoffi
- Dasineura phlomicola
- Dasineura phyteumatis
- Dasineura piceae
- Dasineura pilifera
- Dasineura pini
- Dasineura piperitae
- Dasineura pirolae
- Dasineura plectranthi
- Dasineura plicata
- Dasineura plicatrix
- Dasineura poae
- Dasineura polygalae
- Dasineura populeti
- Dasineura populicola
- Dasineura populnea
- Dasineura potentillae
- Dasineura potentillaeflora
- Dasineura praecox
- Dasineura pratensis
- Dasineura praticola
- Dasineura procera
- Dasineura proxima
- Dasineura prunicola
- Dasineura pseudacaciae
- Dasineura pseudococcus
- Dasineura psoraleae
- Dasineura pteridicola
- Dasineura pteridis
- Dasineura pudibunda
- Dasineura pulsatillae
- Dasineura pulvini
- Dasineura purpurea
- Dasineura pustulans
- Dasineura pyri
- Dasineura quercina
- Dasineura racemi
- Dasineura rachiphaga
- Dasineura radifolii
- Dasineura ranunculi
- Dasineura rapunculi
- Dasineura rhododendri
- Dasineura rhodophaga
- Dasineura rhois
- Dasineura ribis
- Dasineura rileyana
- Dasineura rosarum
- Dasineura rosmarini
- Dasineura rossi
- Dasineura rostratae
- Dasineura rozhkovi
- Dasineura rubella
- Dasineura rubiflorae
- Dasineura rubiformis
- Dasineura ruebsaameni
- Dasineura rufescens
- Dasineura rufipedalis
- Dasineura rumicicola
- Dasineura salicifolia
- Dasineura salicifoliae
- Dasineura salviae
- Dasineura sampaina
- Dasineura sanguisorbae
- Dasineura sassafras
- Dasineura saurica
- Dasineura saussureae
- Dasineura saxifragae
- Dasineura schulzei
- Dasineura scirpi
- Dasineura scorpii
- Dasineura scorsonerae
- Dasineura scorzonerifloris
- Dasineura scutata
- Dasineura sedicola
- Dasineura semenivora
- Dasineura senebrierae
- Dasineura seneciocola
- Dasineura senecioflora
- Dasineura senecionis
- Dasineura serotina
- Dasineura serrulatae
- Dasineura sesami
- Dasineura setosa
- Dasineura severzovi
- Dasineura shinjii
- Dasineura sibirica
- Dasineura silvestris
- Dasineura silvicola
- Dasineura similis
- Dasineura simillima
- Dasineura sisymbrii
- Dasineura smilacifolia
- Dasineura smilacinae
- Dasineura socialis
- Dasineura sodalis
- Dasineura solonaica
- Dasineura soongarica
- Dasineura spadicea
- Dasineura sphaerophysae
- Dasineura spiraeae
- Dasineura spiraeina
- Dasineura squamosa
- Dasineura stanleyae
- Dasineura stellariae
- Dasineura stelteri
- Dasineura storozhenkoi
- Dasineura strobilina
- Dasineura strumosa
- Dasineura subinermis
- Dasineura subterranea
- Dasineura sulcata
- Dasineura swainei
- Dasineura symphyti
- Dasineura syreniae
- Dasineura szepligetii
- Dasineura tamaricicarpa
- Dasineura tamaricicola
- Dasineura tamariciflora
- Dasineura tanaitica
- Dasineura tavaresi
- Dasineura tavolga
- Dasineura tetensi
- Dasineura tetragynae
- Dasineura tetrahit
- Dasineura tetrastigma
- Dasineura teucrii
- Dasineura theobromae
- Dasineura thlaspicarpae
- Dasineura thomasi
- Dasineura thomasiana
- Dasineura tiliae
- Dasineura tjanshanica
- Dasineura torontoensis
- Dasineura tortilis
- Dasineura tortrix
- Dasineura toweri
- Dasineura tragonopogonicola
- Dasineura tragopogonicola
- Dasineura traili
- Dasineura trifolii
- Dasineura tripolii
- Dasineura triseti
- Dasineura trotteri
- Dasineura tuba
- Dasineura tubicoloides
- Dasineura tubularis
- Dasineura tumidosae
- Dasineura turgenica
- Dasineura turionum
- Dasineura tympani
- Dasineura ulicis
- Dasineura ulmaria
- Dasineura ulmea
- Dasineura ulmicola
- Dasineura umbrosa
- Dasineura urticae
- Dasineura vagans
- Dasineura wahlenbergiae
- Dasineura valerianae
- Dasineura vallisumbrosae
- Dasineura weigelaefolia
- Dasineura verbasci
- Dasineura vernalis
- Dasineura verrucosa
- Dasineura viciae
- Dasineura vicicola
- Dasineura vincae
- Dasineura violae
- Dasineura violahirtae
- Dasineura virgaeaureae
- Dasineura wistariae
- Dasineura vitis
- Dasineura vitisidaea
- Dasineura volantis
- Dasineura vulgatiformiae
- Dasineura xylostei
- Dasineura zillae
- Dasineura zimmermanni